# Юнацький чемпіонат Європи з футболу (U-19) 2014
Чемпіонат Європи з футболу 2014 серед юнаків до 19 років — 13-ий розіграш чемпіонату Європи з футболу серед юнаків до 19 років та 63-ий, якщо враховувати всі юнацькі чемпіонати. Чемпіонат пройшов в Угорщині з 19 по 31 липня 2014 року.
В цьому турнірі мають право брати участь гравці, що народилися після 1 січня 1995 року.

## Кваліфікація
Відбірковий турнір до фінальної частини Чемпіонату Європи з футболу 2014 складався з двох раундів:
- Кваліфікаційний раунд: 6 вересня — 19 листопада 2013 року
- Елітний раунд: 24 травня — 10 червня 2014 року

У кваліфікаційному раунді взяли участь 53 команди (Угорщина автоматично потрапила у фінальну частину на правах господаря турніру), які були поділені на 13 груп по 4 команди. В елітний раунд вийшли переможці груп, команди, що зайняли другі місця, і одна найкраща команда серед тих, що посіли треті місця.
В елітному раунді взяли участь 28 команд, які були поділені на 7 груп по 4 команди. Переможці груп вийшли у фінальну частину.

## Міста та стадіони
| Стадіон     | Місто    | Місткість | Матчі                              | Примітки |
| ----------- | -------- | --------- | ---------------------------------- | -------- |
| Ференц Суса | Будапешт | 12,700    | 3 гри в групі, 1 півфінал та фінал | [ 2 ]    |
| Панчо Арена | Фельчут  | 3,672     | 3 гри в групі та 1 півфінал        | [ 3 ]    |
| ЕТО Парк    | Дьйор    | 13,772    | 3 гри в групі                      | [ 4 ]    |
| Перуц       | Папа     | 3,118     | 3 гри в групі                      | [ 5 ]    |

## Учасники
| Країни     | Кваліфікація | Попередні турніри                      |
| ---------- | ------------ | -------------------------------------- |
| Угорщина   | господар     | 1 (2008)                               |
| Україна    | Група 1      | 2 (2004, 2009)                         |
| Болгарія   | Група 2      | 1 (2008)                               |
| Ізраїль    | Група 3      | 0 (дебют)                              |
| Сербія     | Група 4      | 6 (2005, 2007, 2009, 2011, 2012, 2013) |
| Німеччина  | Група 5      | 5 (2002, 2004, 2005, 2007, 2008)       |
| Австрія    | Група 6      | 4 (2003, 2006, 2007, 2010)             |
| Португалія | Група 7      | 6 (2003, 2006, 2007, 2010, 2012, 2013) |

Жирним шрифтом виділені переможні роки.

## Груповий етап

### Група А
| Команда    | І | В | Н | П | ЗМ | ПМ | РМ | О |
| ---------- | - | - | - | - | -- | -- | -- | - |
| Португалія | 3 | 3 | 0 | 0 | 11 | 2  | +9 | 9 |
| Австрія    | 3 | 2 | 0 | 1 | 7  | 3  | +4 | 6 |
| Угорщина   | 3 | 1 | 0 | 2 | 4  | 10 | −6 | 3 |
| Ізраїль    | 3 | 0 | 0 | 3 | 1  | 8  | −7 | 0 |

| 19 липня 2014 18:00 |

| Португалія               | 3–0      | Ізраїль |
| ------------------------ | -------- | ------- |
| Лопіш 39', 78' Сілва 64' | Протокол |         |

| Панчо Арена, Фельчут Глядачів: 397 Арбітр: Іштван Ковач (Румунія) |

| 19 липня 2014 18:30 |

| Угорщина  | 1–3      | Австрія                                |
| --------- | -------- | -------------------------------------- |
| Варга 60' | Протокол | Бютюкі 15' (пен.) Блуч 18' Міхорль 48' |

| Ференц Суса, Будапешт Глядачів: 9,762 Арбітр: Хав'єр Естрада Фернандес (Іспанія) |

| 22 липня 2014 18:00 |

| Австрія                                  | 3–0      | Ізраїль |
| ---------------------------------------- | -------- | ------- |
| Бютюкі 28' (пен.) Грілліч 42' Грюбек 73' | Протокол |         |

| Ференц Суса, Будапешт Глядачів: 456 Арбітр: Енеа Йоргі (Албанія) |

| 22 липня 2014 20:30 |

| Угорщина  | 1–6      | Португалія                                                 |
| --------- | -------- | ---------------------------------------------------------- |
| Мерво 73' | Протокол | Родрігеш 32' (пен.) Сілва 45', 66', 89', 90+2' Мартінш 75' |

| Панчо Арена, Фельчут Глядачів: 3,695 Арбітр: Туре Гансен (Норвегія) |

| 25 липня 2014 18:00 |

| Ізраїль  | 1–2      | Угорщина              |
| -------- | -------- | --------------------- |
| Хугі 36' | Протокол | Кальмар 25' Балог 39' |

| Ференц Суса, Будапешт Глядачів: 3,945 Арбітр: Кевін Кленсі (Шотландія) |

| 25 липня 2014 18:00 |

| Австрія     | 1–2      | Португалія               |
| ----------- | -------- | ------------------------ |
| Грілліч 46' | Протокол | Подставскі 41' Балде 86' |

| Панчо Арена, Фельчут Глядачів: 954 Арбітр: Штефан Клосснер (Швейцарія) |

### Група В
| Команда   | І | В | Н | П | ЗМ | ПМ | РМ | О |
| --------- | - | - | - | - | -- | -- | -- | - |
| Німеччина | 3 | 2 | 1 | 0 | 7  | 2  | +5 | 7 |
| Сербія    | 3 | 1 | 2 | 0 | 4  | 3  | +1 | 5 |
| Україна   | 3 | 1 | 1 | 1 | 2  | 3  | −1 | 4 |
| Болгарія  | 3 | 0 | 0 | 3 | 0  | 5  | −5 | 0 |

| 19 липня 2014 17:15 |

| Україна  | 1–1      | Сербія        |
| -------- | -------- | ------------- |
| Бурда 1' | Протокол | Максимович 7' |

| ЕТО Парк, Дьйор Глядачів: 300 Арбітр: Штефан Клосснер (Швейцарія) |

| 19 липня 2014 20:15 |

| Болгарія | 0–3      | Німеччина               |
| -------- | -------- | ----------------------- |
|          | Протокол | Зельке 1', 56' Зіре 28' |

| ЕТО Парк, Дьйор Глядачів: 500 Арбітр: Кевін Кленсі (Шотландія) |

| 22 липня 2014 18:00 |

| Німеччина              | 2–2      | Сербія                   |
| ---------------------- | -------- | ------------------------ |
| Зельке 39' Штарк 90+1' | Протокол | Максимович 32' Йович 41' |

| Перуц, Папа Глядачів: 1,500 Арбітр: Хав'єр Естрада Фернандес (Іспанія) |

| 22 липня 2014 21:00 |

| Болгарія | 0–1      | Україна         |
| -------- | -------- | --------------- |
|          | Протокол | Танковський 89' |

| Перуц, Папа Глядачів: 300 Арбітр: Іштван Ковач (Румунія) |

| 25 липня 2014 20:15 |

| Сербія     | 1–0      | Болгарія |
| ---------- | -------- | -------- |
| Мандич 90' | Протокол |          |

| Перуц, Папа Глядачів: 200 Арбітр: Енеа Йоргі (Албанія) |

| 25 липня 2014 20:15 |

| Німеччина      | 2–0      | Україна |
| -------------- | -------- | ------- |
| Зельке 3', 66' | Протокол |         |

| ЕТО Парк, Дьйор Глядачів: 650 Арбітр: Туре Гансен (Норвегія) |

## Плей-оф
|  | Півфінали      | Півфінали |   |  | Фінал      | Фінал |  |
|  |                |           |   |  |            |       |  |
|  | 28 липня       |           |   |  |            |       |  |
|  | Португалія (п) | 0 (4)     |   |  |            |       |  |
|  | Сербія         | 0 (3)     |   |  |            |       |  |
|  |                |           |   |  |            |       |  |
|  |                |           |   |  | 31 липня   |       |  |
|  |                |           |   |  | Португалія | 0     |  |
|  |                | Німеччина | 1 |  |            |       |  |
|  |                |           |   |  |            |       |  |
|  |                |           |   |  |            |       |  |
|  |                |           |   |  |            |       |  |
|  | 28 липня       |           |   |  |            |       |  |
|  | Німеччина      | 4         |   |  |            |       |  |
|  | Австрія        | 0         |   |  |            |       |  |

### Півфінали
| 28 липня 2014 18:00 |

| Німеччина                                       | 4–0      | Австрія |
| ----------------------------------------------- | -------- | ------- |
| Зельке 20' Штендера 30' Озтунали 58' Мухтар 68' | Протокол |         |

| Ференц Суса, Будапешт Глядачів: 923 Арбітр: Кевін Кленсі (Шотландія) |

| 28 липня 2014 21:00 |

| Португалія | 0–0      | Сербія |
| ---------- | -------- | ------ |
|            | Протокол |        |

| Панчо Арена, Фельчут Глядачів: 1,181 Арбітр: Іштван Ковач (Румунія) |

|                                               |       | Пенальті                                               |  |
| Лопіш · Сілва · Ґуццо · Подставскі · Родрігеш | 4 – 3 | Гачинович · Здєлар · Ристич · Йокич · Милинкович-Савич |  |

### Фінал
| 31 липня 2014 19:00 |

| Португалія | 0–1      | Німеччина  |
| ---------- | -------- | ---------- |
|            | Протокол | Мухтар 39' |

| Ференц Суса, Будапешт Глядачів: 8,343 Арбітр: Хав'єр Естрада Фернандес (Іспанія) |

| Чемпіон Європи 2014 |
| ------------------- |
| Німеччина 3-й титул |